# Strada europea E691
La strada europea E691 è una strada europea che collega Ashtarak a Horasan. Come si evince dalla numerazione, si tratta di una strada di classe B posta nell'area delimitata a nord dalla E60, a sud dalla E70, ad ovest dalla E95 e ad est dalla E105.

## Percorso
La E691 è definita con i seguenti capisaldi di itinerario: "Ashtarak - Gyumri - Ashotsk - Vale - Türkgözü - Posof - Kars - Horasan".